# Biên giới Bắc Triều Tiên - Nga

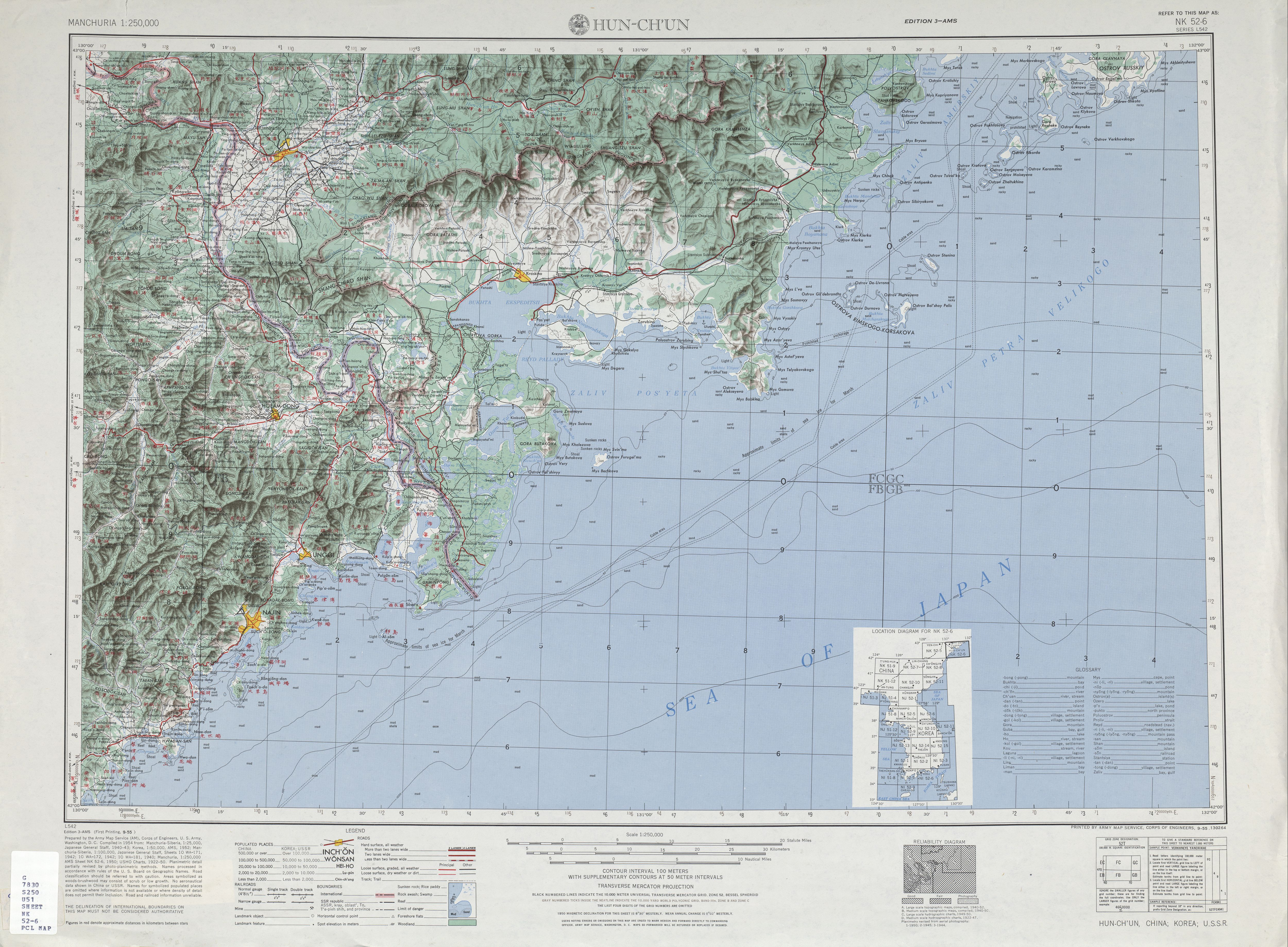
Bản đồ biên giới giữa Liên Xô và CHDCND Triều Tiên (1954)

Biên giới Bắc Triều Tiên - Nga, theo định nghĩa chính thức của Nga, bao gồm 17 km (11 mi) đường bộ và 22,1 km (12 hải lý) đường thủy. Đây là biên giới quốc tế ngắn nhất của cả Nga và Bắc Triều Tiên.

## Mô tả

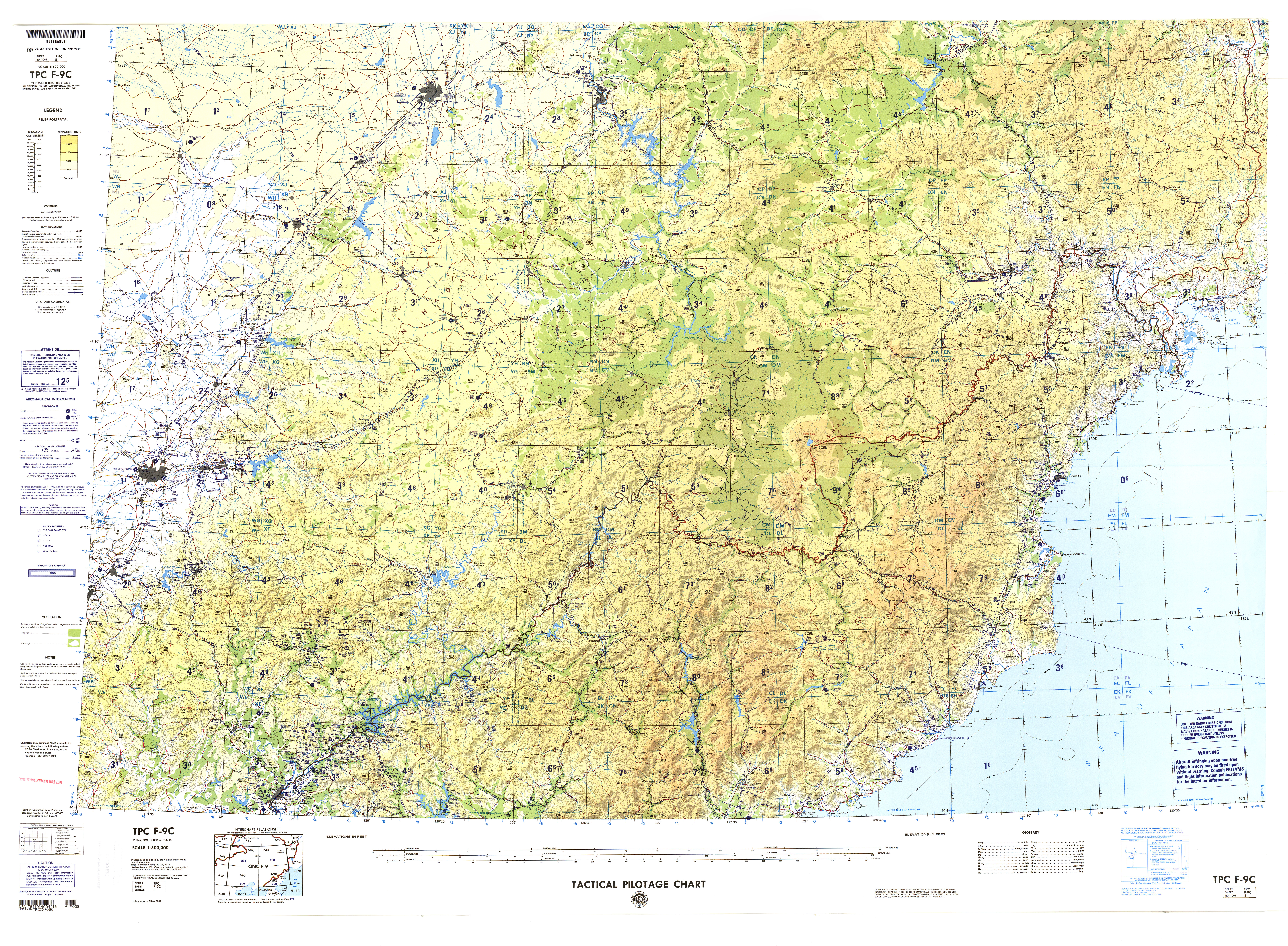
Bản đồ hiển thị biên giới giữa Nga và Triều Tiên

Biên giới trên bộ giữa Liên bang Nga và Cộng hòa Dân chủ Nhân dân Triều Tiên chạy dọc theo sông Đồ Môn và cửa sông của nó, trong khi biên giới trên biển ngăn cách lãnh hải của hai nước trong biển Nhật Bản.
Hiệp ước biên giới chính được ký kết vào ngày 17 tháng 4 năm 1985. Một hiệp ước ba bên riêng biệt xác định vị trí của Trung Quốc, Triều Tiên và Nga. Biên giới Triều Tiên - Nga và Trung Quốc - Triều Tiên chạy dọc giữa sông Đồ Môn, trong khi biên giới Nga - Trung Quốc tiếp cận điểm giao nhau trên đất liền từ phía bắc con sông. Bởi vì biên giới ba nước trên lý thuyết nằm ở giữa dòng sông, nơi này sẽ không thực tế để lắp đặt một di tích biên giới, nên thỏa thuận thay vào đó ba nước lắp đặt các di tích biên giới trên bờ sông, và vị trí của bộ ba được xác định đối với những di tích đó.
Đơn vị hành chính ở phía biên giới Nga là huyện Khasansky của Primorsky Krai; về phía Triều Tiên, đó là thành phố Rason. Trạm biên phòng chính của Nga trong khu vực là Peschanaya.

## Giao thông

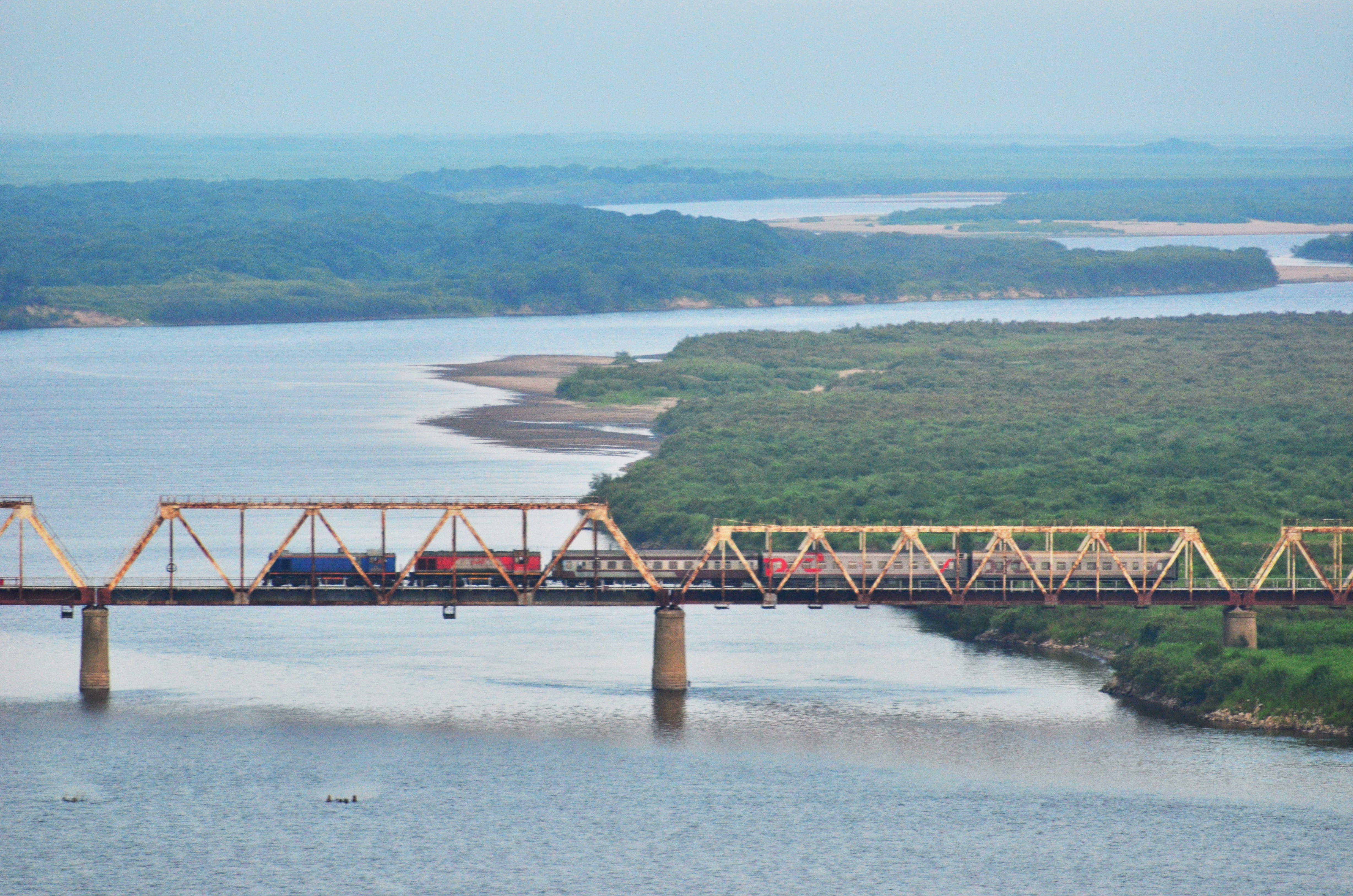
Cầu hữu nghị Nga-Triều bắc qua biên giới hai quốc gia Nga và Triều Tiên

Có một phương tiện qua lại ở biên giới Triều Tiên và Nga: Cầu Hữu nghị Nga-Triều (tiếng Nga: Druzhny) bắc qua sông Đồ Môn, cách 800 mét (2.600 ft) về phía tây nam của nhà ga xe lửa ở Khasan, Nga. Về phía Triều Tiên là nhà ga xe lửa biên giới ở Tumangang. Việc băng qua chỉ dành cho các phương tiện đường sắt, được sử dụng bởi các đoàn tàu chở hàng hóa và hành khách, nhưng các tấm ván được đặt giữa đường ray khiến việc vượt qua các phương tiện giao thông đường bộ có thể được sắp xếp đặc biệt.
Dịch vụ tàu chở khách qua cầu Hữu nghị bao gồm tàu hỏa Khasan-Tumangang, cũng như một chiếc xe lửa trực tiếp của Đường sắt Nhà nước Triều Tiên trên tuyến đường Moskva-Bình Nhưỡng. Chiếc xe lửa trực tiếp đi từ Moskva đến Ussuriysk bằng một chuyến tàu Moscow-Vladivostok, đến Khasan bằng một chuyến tàu Ussuriysk-Khasan, qua biên giới với tàu Khasan-Tumangang, sau đó đến Bình Nhưỡng bằng tàu hỏa nội địa của Triều Tiên. Với tổng chiều dài lên đến 10.272 km (6.383 mi), đây là dịch vụ đường sắt chở khách đi trực tiếp dài nhất thế giới.
Thông thường, việc đi qua biên giới chỉ được áp dụng bởi công dân Nga và Triều Tiên, và không dành cho công dân của các quốc gia khác. Tuy nhiên, vào năm 2008, hai khách du lịch phương Tây đã tìm cách vào Bắc Triều Tiên từ Nga bằng cách đi tàu qua cầu Hữu nghị. Năm 2019, một công ty du lịch của phương Tây chuyên về du lịch Bắc Triều Tiên đã công bố một chuyến du lịch bằng tàu hỏa của Moskva-Bình Nhưỡng, cũng sử dụng tuyến đường biên giới Khasan-Tumangang.
Trên lãnh thổ Nga, đường Linenaya Ulitsa là nơi gần nhất dẫn đến cầu hữu nghị Druzhny. Ngoài cây cối xanh tốt, đường Linenaya Ulitsa (Ulitsa có nghĩa là "đường" trong tiếng Nga) gần như vắng bóng các hoạt động của con người với khung cảnh hoàn toàn vắng vẻ. Chỉ có vài ngôi nhà lác đác nằm dưới các lùm cây. Nhưng đây là khu vực gần nhất để quan sát Triều Tiên từ lãnh thổ Nga. Phía xa là một đoạn sông Đồ Môn chạy dọc biên giới, một tòa tháp cao với phần mái xếp lớp và một tòa tháp thấp hơn được cho là tháp giám sát của trạm biên phòng Triều Tiên.
Vào tháng 4 năm 2015, các phó bộ trưởng giao thông của Nga và Bắc Triều Tiên, Nikol Nikol Asaul và Kwok Il-ryong, lần lượt đã ký một thỏa thuận phát triển kết nối đường bộ giữa hai nước. Đến tháng 3 năm 2018, một phái đoàn chính phủ Nga do Bộ trưởng Bộ Phát triển Viễn Đông Nga Alexander Galushka dẫn đầu đã đến Bình Nhưỡng và có cuộc gặp với Chủ tịch Ủy ban kế hoạch hóa nhà nước Triều Tiên Ro Tu Chol. Trong cuộc gặp này, hai bên đã nhất trí kế hoạch xây dựng một cây cầu mới bắc qua sông Đồ Môn nằm giữa biên giới hai nước.

## Lịch sử

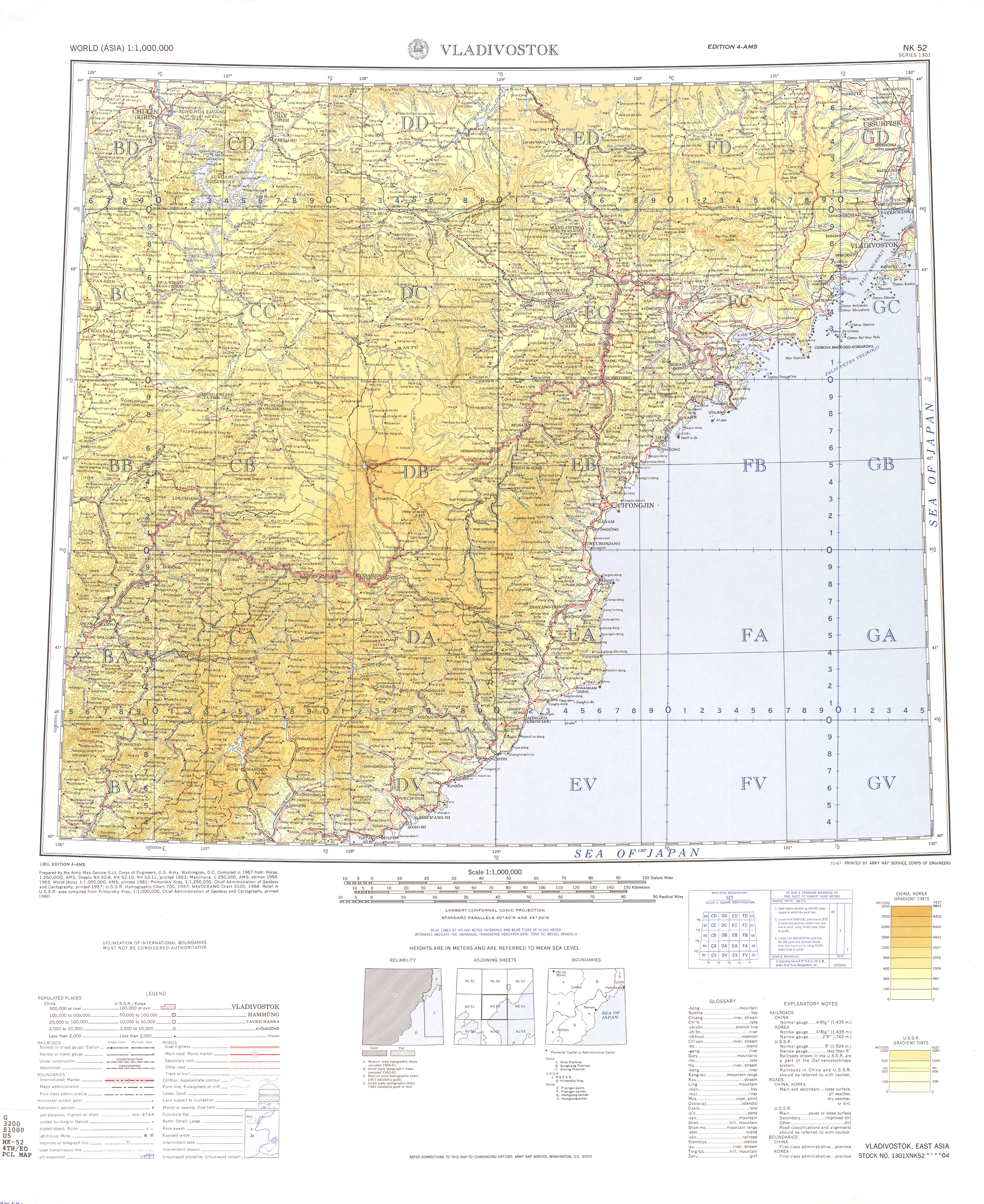
Bản đồ biên giới Triều Tiên - Liên Xô (1967)

Biên giới giữa Đế quốc Nga và nhà Thanh, bao gồm nước chư hầu Triều Tiên được thành lập theo Công ước Bắc Kinh vào tháng 11 năm 1860. Theo thỏa thuận, nhà Thanh đã nhượng lại các vùng lãnh thổ phía đông sông Ussuri cho người Nga. Các mô tả ban đầu của biên giới bao gồm phần hạ lưu sông Đồ Môn-20 li cuối cùng (khoảng 10,75–13 km hoặc 6,68-8,08 dặm) - là phần cực nam của nó.
Sự tồn tại của Triều Tiên như một quốc gia riêng biệt không được đề cập trong hội nghị năm 1860 giữa Nga và Trung Quốc, nhưng vào cuối thế kỷ 19 và đầu thế kỷ 20, ảnh hưởng của Trung Quốc tại bán đảo Triều Tiên suy yếu và ảnh hưởng của đế quốc Nhật Bản tăng lên. Hiệp ước Shimonoseki năm 1895 đã chấm dứt vai trò nước chư hầu của Trung Quốc đối với Triều Tiên và Hiệp ước Nhật-Triều năm 1905 đã biến Triều Tiên thành một nước được bảo hộ bởi Nhật Bản. Hiệp ước Nhật-Triều năm 1910 đã hoàn tất việc sáp nhập Triều Tiên vào lãnh thổ Nhật Bản. Do đó, sông Đồ Môn trở thành biên giới giữa Đế quốc Nga (sau này là Liên Xô) và Đế quốc Nhật Bản; điều này tiếp tục cho đến khi kết thúc sự cai trị của Nhật Bản tại Triều Tiên vào năm 1945.
Bất kể chính thể nào cai trị bán đảo Triều Tiên, dải bờ biển thuộc lãnh thổ Nga và Triều Tiên luôn tách Trung Quốc ra khỏi Biển Nhật Bản.
Năm 1938, để phát triển tài nguyên thiên nhiên ở dải bờ biển và bảo vệ biên giới trước sự xâm lược của Nhật Bản, Liên Xô đã bắt đầu xây dựng tuyến đường sắt từ Baranovsky Junction (trên tuyến đường sắt xuyên Sibir) đến Kraskino. Tuyến đường dài 190 km (120 dặm) được hoàn thành vào năm 1941. Sau Thế chiến thứ II, nó được mở rộng từ Kraskino đến Khasan, ở ven biên giới Triều Tiên, khiến chiều dài của nó lên 238 km (148 mi). Nhà ga Khasan mở cửa vào ngày 28 tháng 9 năm 1951. Ngay sau đó, một cây cầu gỗ tạm thời được xây dựng qua sông Đồ Môn, và vào năm 1952, chuyến tàu đầu tiên đã đi từ Liên Xô đến Bắc Triều Tiên.
Năm 1990, Liên Xô và Bắc Triều Tiên đã ký một thỏa thuận thiết lập một biên giới dọc theo lòng sông Đồ Môn. Đảo Noktundo trước đây, rộng 32 km2 (12 dặm vuông), được Triều Tiên công nhận là một phần của Nga. Thỏa thuận này không được chính quyền Hàn Quốc chấp nhận, họ tiếp tục coi Noktundo là lãnh thổ của người Triều Tiên.
Trong nửa sau của thế kỷ 20, hàng ngàn người tị nạn và người di cư Bắc Triều Tiên đã vượt biên. Con cháu của họ hiện đang sống trên khắp nước Nga và Cộng đồng các Quốc gia Độc lập khác.

## Bảo vệ bờ sông
Bởi vì địa hình phía Triều Tiên bên kia sông có nhiều đồi núi và phía Nga có độ cao thấp hơn, xói mòn bờ sông có thể khiến sông Đồ Môn bị lũ lụt hàng năm, dần dần thay đổi hướng về phía Nga. (Một hiện tượng tương tự được nhìn thấy ở biên giới Trung Quốc-Nga, với sông Amur). Để ngăn chặn sự mất mát lãnh thổ quốc gia, và để bảo vệ Khasan và trạm bảo vệ biên giới Peschanaya khỏi lũ lụt, chính quyền Nga đã thực hiện một dự án bảo vệ bờ sông bằng đá điền từ năm 2004 đến 2008.